# Peter Terry
Pour les articles homonymes, voir Terry.
Peter Terry (né le 18 octobre 1926 à Aylesbury et mort le 19 décembre 2017) est un haut commandant britannique de la Royal Air Force puis le gouverneur de Gilbratar.

## Biographie

### Carrière dans la Royal Air Force
Peter Terry rejoint aux rangs de la Royal Air Force catégorie aviateur 2e classe le 17 juillet 1946. Son potentiel d'officier de service est rapidement reconnu et Terry est nommé officier pilote dans le régiment de la RAF le 29 mai 1947. Passant les neuf années suivantes en tant qu'officier subalterne dans le régiment de la RAF, il est transféré à la Direction des Obligations générales en avril 1956.
Peter Terry prend le poste de vice-président de la flotte aérienne le 25 mars 1977. Le 30 avril 1979, il est nommé commandant en chef de RAF en Allemagne. À la suite de sa promotion au grade de maréchal en chef de l'air, il occupe le poste de vice-commandant suprême des forces alliées en Europe du Grand quartier général des puissances alliées en Europe du 9 avril 1981 au 16 juillet 1984 et prend sa retraite de la RAF quelques mois plus tard.

### Gouverneur de Gibraltar
Peter Terry est gouverneur de Gibraltar du 19 novembre 1985 à décembre 1989
Pendant son mandat comme gouverneur, Peter Terry autorise le SAS à poursuivre des membres de l'Armée républicaine irlandaise provisoire (PIRA) dans le cadre de l'opération Flavius. Le 18 septembre 1990, le PIRA a tenté de le tuer dans sa maison du Staffordshire en guise de représailles. L'attaque a lieu à 21 heures à son domicile, rue Main. Le ou les tireurs ouvrent le feu à travers une fenêtre et il est touché au moins neuf fois. Son épouse, Betty, est également blessée par balle, près de l'œil. La fille du couple, Liz, est retrouvée en état de choc. Le visage de Peter Terry a dû être reconstruit car les coups de feu ont fracassé son visage et deux balles ont atteint son cerveau. Le Premier ministre de l'époque, Margaret Thatcher, déclare « qu'elle était tout à fait consternée et profondément attristée par la fusillade ».

## Distinction
En 2006, Peter Terry est nommé chevalier grand-croix de l'ordre du Bain.